# 마오샤오퉁
마오샤오퉁(중국어 간체자: 毛晓彤, 정체자: 毛曉彤, 병음: Máo Xiǎotóng, 한자음: 모효동, 1988년 2월 16일 ~ )은 중국의 배우이다.

## 학력
- 중앙희극학원

## 출연작

### 드라마
- 2010년 CCTV-8 황금강당극장 《다모 철비화》 - 류아 역
- 2011년 베이징 텔레비전 품질극장 《후궁견환전》 - 영귀인 역
- 2012년 후난위성텔레비전 금응독파극장 《천애명월도》 - 남궁령 역
- 2013년 후난위성텔레비전 금응독파극장 《천룡팔부》 - 종령 역
- 2014년 후난위성텔레비전 금응독파극장 《궁쇄연성》 - 춘희 역
- 2014년 안후이 위성 텔레비전 해돈제일극장 《애정회래료》 - 표념념 역
- 2014년 저장 위성 텔레비전 중국람극장 《숙녀지가》 - 증릉과 역
- 2014년 장시 위성 텔레비전 단독극장 《도객가족적여인》 - 명월 역
- 2015년 후난위성텔레비전 찬석독파극장 《대한정연지운중가》 - 효소황후 역
- 2016년 동방 위성 텔레비전 동방극장 《금수미앙》 - 이상여 역
- 2016년 동방 위성 텔레비전 동방극장 《미미일소흔경성》 - 자오얼시 역
- 2017년 후난위성텔레비전 금응독파극장 《미미기연》 - 송지아밍 역
- 2017년 아이치이 웹 드라마 《부득불해》 - 요요 역
- 2019년 저장 위성 텔레비전 주파극장 《아적기기인남우》 - 장몽언 역
- 2020년 유쿠 웹 드라마 《중계지극해청뢰》 - 바이하오톈 역
- 2020년 동방 위성 텔레비전 동방극장 《겨우, 서른》 - 종효근 역
- 2021년 저장 위성 텔레비전 중국람극장 《교씨네 아들 딸》- 차오싼리 역
- 2021년 텐센트 웹드라마 《애박랍전선》- 허환 역
- 2023년 CCTV-8 황금강당극장 《심상사성》 - 쑨샹 역
- 2023년 CCTV-8 황금강당극장 《문심》 - 펑샤오란 역